# Paul Butcher
Paul Butcher (Los Angeles, 14 febbraio 1994) è un attore statunitense.

## Biografia
Butcher nasce a Los Angeles, California, figlio dell'ex linebacker (posizione di gioco del football americano) NFL Paul Butcher Senior. Comincia la sua carriera da attore all'età di 7 anni, comparendo in un piccolo ruolo in The Bernie Mac Show, uno show americano della Fox.
Paul Buthcer è noto per aver interpretato il ruolo di Dustin Brooks, fratello di Zoey Brooks, la protagonista, nelle quattro stagioni di Zoey 101, uno show della Nickelodeon.

## Filmografia

### Attore

#### Cinema
- Landspeed - Massima velocità (Landspeed), regia di Christian McIntire (2002)
- Hollywood Homicide, regia di Ron Shelton (2003)
- Reeker - Tra la vita e la morte (Reeker), regia di Dave Payne (2005)
- Imaginary Friend, regia di Claire Thomas - cortometraggio (2006)
- Number 23 (The Number 23), regia di Joel Schumacher (2007)
- The Legacy, regia di Mike Doto - cortometraggio (2010)
- Time for Action, regia di Eddy Martin - cortometraggio (2016)

#### Televisione
- The Bernie Mac Show – serie TV, episodio 1x2 (2001)
- Three Sisters – serie TV, episodio 2x10 (2001)
- Power Rangers Wild Force – serie TV, episodio 1x03 (2002)
- Providence – serie TV, episodio 4x19 (2002)
- Six Feet Under – serie TV, episodio 2x10 (2002)
- Strepitose Parkers (The Parkers) – serie TV, episodio 4x1 (2002)
- The Santa Trap, regia di John Shepphird – film TV (2002)
- E.R. - Medici in prima linea (ER) – serie TV, episodio 9x21 (2003)
- The Lyon's Den – serie TV, episodio 1x5 (2003)
- Miracles – serie TV, episodio 1x8 (2003)
- That '70s Show – serie TV, episodio 6x7 (2003)
- A Minute with Stan Hooper – serie TV, episodio 1x5-1x7 (2003-2004)
- LAX – serie TV, episodio 1x10 (2004)
- NYPD - New York Police Department (NYPD Blue) – serie TV, episodio 12x9 (2004)
- Medical Investigation – serie TV, episodio 1x15 (2005)
- Bones – serie TV, episodio 1x5 (2005)
- The King of Queens – serie TV, episodio 9x1 (2006)
- Senza traccia (Without a Trace) – serie TV, episodio 5x22 (2007)
- Back to You – serie TV, episodio 1x6 (2007)
- Zoey 101 – serie TV, 60 episodi (2005-2008)
- Criminal Minds – serie TV, episodio 5x1 (2009)
- MyMusic – serie TV, 12 episodi (2013-2014)
- Una famiglia al college (Mom and Dad Undergrads), regia di Ron Oliver – film TV (2014)
- Comedy Bang! Bang! – serie TV, episodio 4x5 (2015)
- Destiny 7 – serie  TV, 5 episodi (2016)

### Doppiatore
- Nausicaä della valle del vento (Kaze no tani no Naushika), regia di Hayao Miyazaki (1984)
- Il mio vicino Totoro (となりのトトロ - Tonari no Totoro), regia di Hayao Miyazaki (1988)
- Dive Olly Dive!, nell'episodio "Tunnel Vision" (2005)
- Kingdom Hearts II (キングダム ハーツII - Kingudamu Hātsu Tsū) (2005) Videogioco
- L'era glaciale 2 - Il disgelo (Ice Age: The Meltdown), regia di Carlos Saldanha (2006)
- La gang del bosco (Over the Hedge), regia di Tim Johnson e Karey Kirkpatrick (2006)
- Barnyard - Il cortile (Barnyard),  regia di Steve Oedekerk (2006)
- Holly Hobbie and Friends: Christmas Wishes, regia di Mario Piluso (2006) - Cortometraggio uscito in home video
- He's a Bully, Charlie Brown, regia di Bill Melendez e Larry Leichliter (2006) - Film TV
- Holly Hobbie and Friends: Secret Adventures, regia di Mario Piluso (2007) - Cortometraggio uscito in home video
- I Robinson - Una famiglia spaziale (Meet the Robinsons), regia di Stephen J. Anderson (2007)
- Kingdom Hearts II: Final Mix+ (2007) Videogioco
- Holly Hobbie and Friends: Best Friends Forever, regia di Mario Piluso (2007) - Uscito in home video
- Avatar - La leggenda di Aang (The Last Airbender), negli episodi "La tempesta" (2005) e "La festa da ballo" (2007)
- La Grande B! (The Mighty B!), nell'episodio "Bee My Baby/Bee Afraid" (2008)
- King of the Hill (King of the Hill) (2005-2008) Serie TV
- Surviving Sid, regia di Galen T. Chu e Karen Disher (2008) - Cortometraggio uscito in home video

## Doppiatori italiani
Nelle versioni in italiano dei suoi lavori, Paul Butcher è stato doppiato da:
- Manuel Meli in Zoey 101[1]

Da doppiatore è sostituito da:
- Giacomo Doni ne La gang del bosco
- Alex Polidori ne I Robinson - Una famiglia spaziale